# 索菲亚·波尔卡诺娃
索菲亚·波尔卡诺娃（Sofia Polcanova，1994年9月3日—），是摩尔多瓦、奥地利女子乒乓球运动员。她参加了2016年里约奥运会乒乓球女子单打比赛，并作为奥地利代表团成员参加了女子团体比赛。之后又参加了2020年东京奥运会乒乓球比赛和2020年巴黎奥运会乒乓球比赛。在2022年欧洲乒乓球锦标赛中获得了单打、双打金牌，在2024年欧洲乒乓球锦标赛上获得单打金牌和女双、混双两枚银牌。
2025年，获得2025年世界乒乓球锦标赛女子双打银牌。